# Zgjoi
Zgjoi es una película dramática albanokosovar de 2021 escrita y dirigida por Blerta Basholli en su debut como directora. La película está protagonizada por Yllka Gashi, Çun Lajçi y Aurita Agushi. Se estrenó en el Festival de Cine de Sundance de 2021 el 31 de enero de 2021 y se convirtió en la primera película en la historia de Sundance en ganar los tres premios principales (el Gran Premio del Jurado, el Premio del Público y el Premio de Dirección) en la Competencia de Cine Dramático Mundial. Fue seleccionada como la entrada de Kosovo a la Mejor Película Internacional en los 94.ª de los Premios Óscar, quedó como finalista en la lista de finalistas dada en diciembre de 2021, pero no llegó a la nominada.

## Sinopsis
La película está basada en la historia real de una mujer, Fahrije, que va en contra de las expectativas sociales misóginas de convertirse en empresaria después de que su esposo desapareció durante la Guerra de Kosovo de 1998-1999. Comienza a vender su propio ajvar y miel, reclutando a otras mujeres en el proceso.

## Reparto
- Yllka Gashi como Fahrije
- Çun Lajçi como Haxhi
- Aurita Agushi como Zamira
- Kumrije Hoxha como Nazmije
- Adriana Matoshi como Lume
- Molikë Maxhuni como Emine
- Blerta Ismaili como Edona

## Producción
La película fue producida por Ikone Studio, Industria Film y fue coproducida por AlbaSky Film, Alva Film, Black Cat Production.

## Lanzamiento
La película tuvo su estreno mundial en el Festival de Cine de Sundance 2021 el 31 de enero de 2021 en la sección World Cinema Dramatic Competition. El 8 de septiembre de 2021, Zeitgeist Films y Kino Lorber adquirieron los derechos de distribución de la película en EE. UU. y la programaron para su estreno en cines el 5 de noviembre de 2021 en EE. UU.

## Recepción
En el sitio web del agregador de reseñas Rotten Tomatoes, el 100% de las reseñas de 43 críticos son positivas, con una calificación promedio de 7.8/10. El consenso del sitio web dice: "Anclado por la destacada actuación de Yllka Gashi, Zgjoi lleva a los espectadores a la búsqueda basada en hechos de la autodeterminación de una mujer en una sociedad patriarcal"

## Premios
| Premio                    | Fecha de ceremonia   | Categoría                                      | Recipient(s)    | Resultado | Ref.  |
| ------------------------- | -------------------- | ---------------------------------------------- | --------------- | --------- | ----- |
| Sundance Festival de cine | 3 de febrero de 2021 | Premio del público: World Cinema Dramatic      | Blerta Basholli | Ganadora  | [ 7 ] |
| Sundance Festival de cine | 3 de febrero de 2021 | Premio del Gran Jurado del Cine Mundial: Drama | Blerta Basholli | Ganadora  | [ 7 ] |
| Sundance Festival de cine | 3 de febrero de 2021 | Premio a la dirección: World Cinema Dramatic   | Blerta Basholli | Ganadora  | [ 7 ] |